# فدراسیون بوسنی و هرزگوین
فدراسیون بوسنی و هرزگوین، در کنار جمهوری صرب بوسنی یکی از دو نهاد سیاسی موجود در کشور بوسنی و هرزگوین است. عمدهٔ ساکنان فدراسیون بوسنی و هرزگوین، بوسنیاییها و کرواتهای بوسنی هستند و به این دلیل گاهی به صورت غیررسمی، فدراسیون بوسنیایی-کروات یا فدراسیون مسلمان-کروات هم نامیده می‌شود.
پس از انعقاد موافقت‌نامهٔ واشینگتن، کروات‌ها و بوسنیایی‌ها در بوسنی و هرزگوین، با یکدیگر متحد شده و از الحاق جمهوری بوسنی و هرزگوین و جمهوری کروات بوسنی و هرزگوین، فدراسیون بوسنی و هرزگوین تشکیل شد.

## نگارخانه

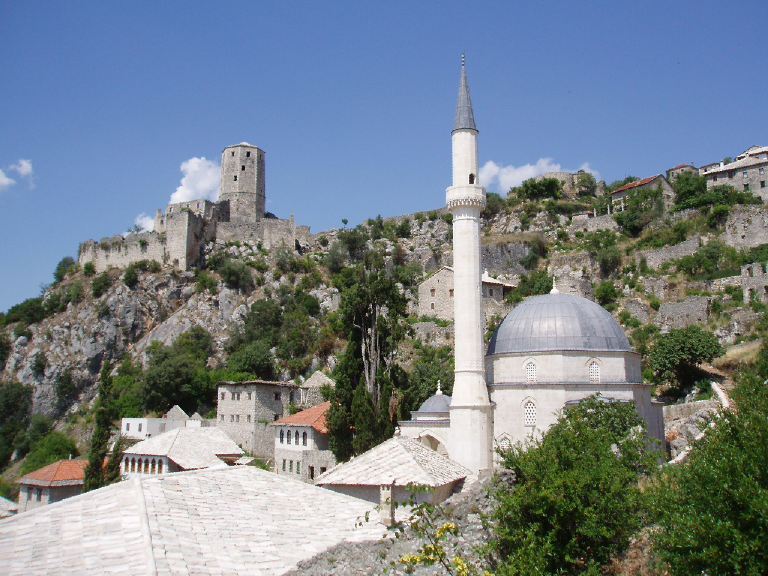
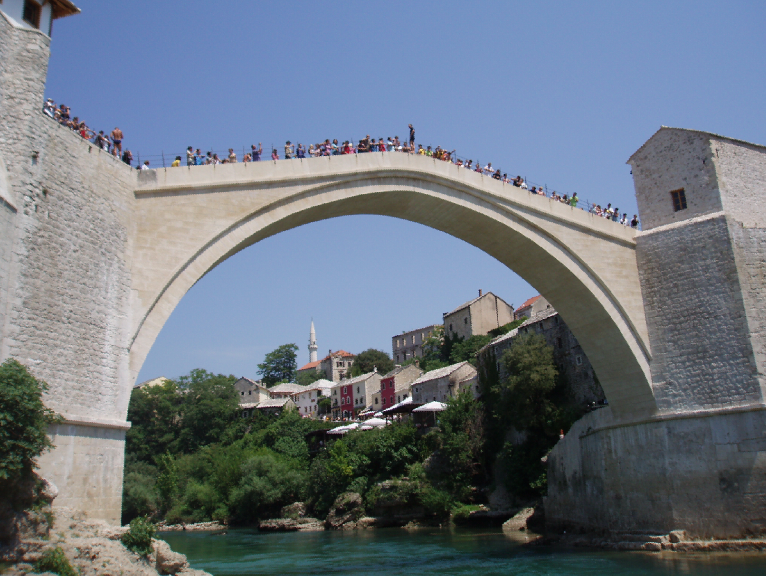
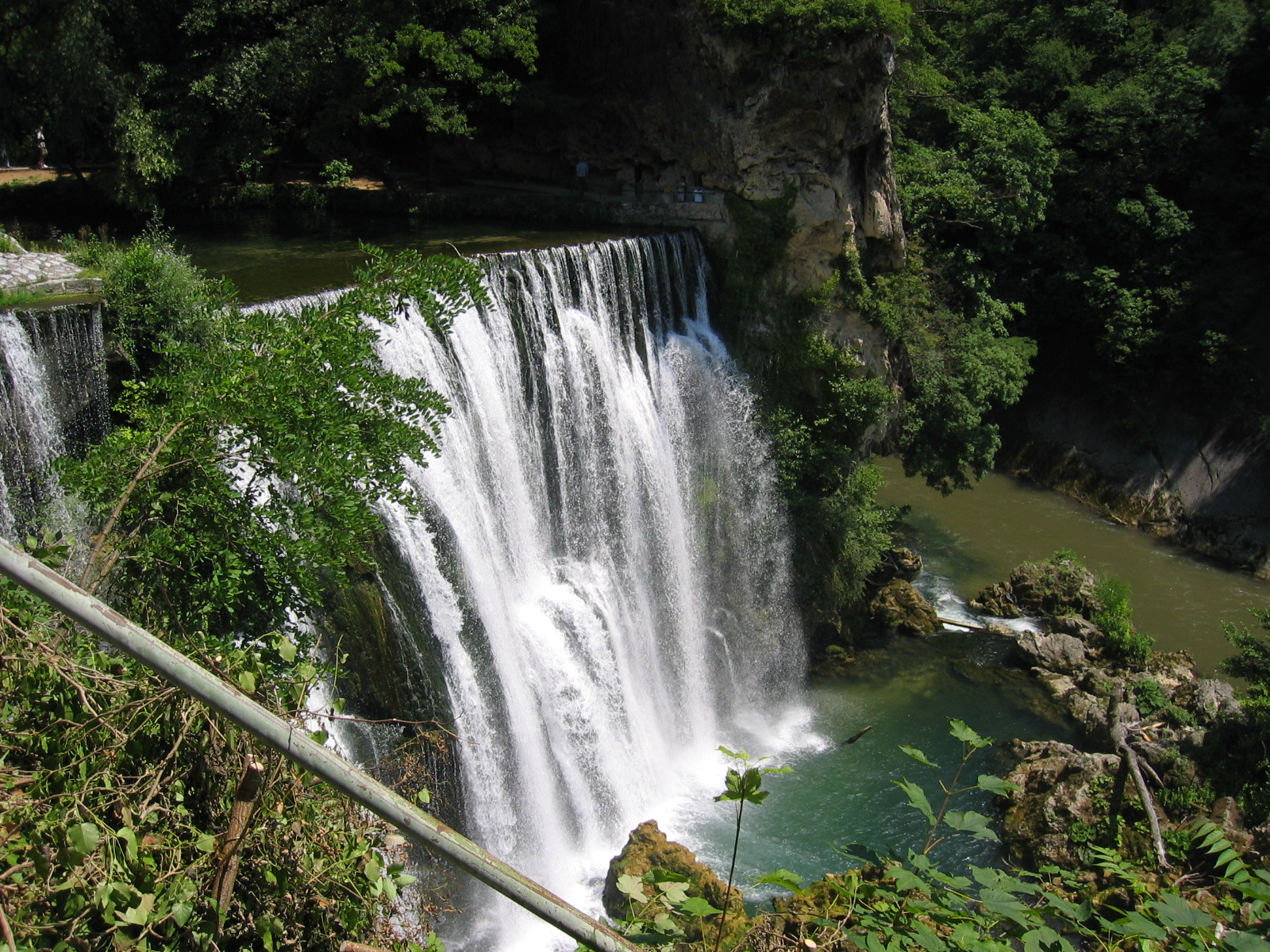
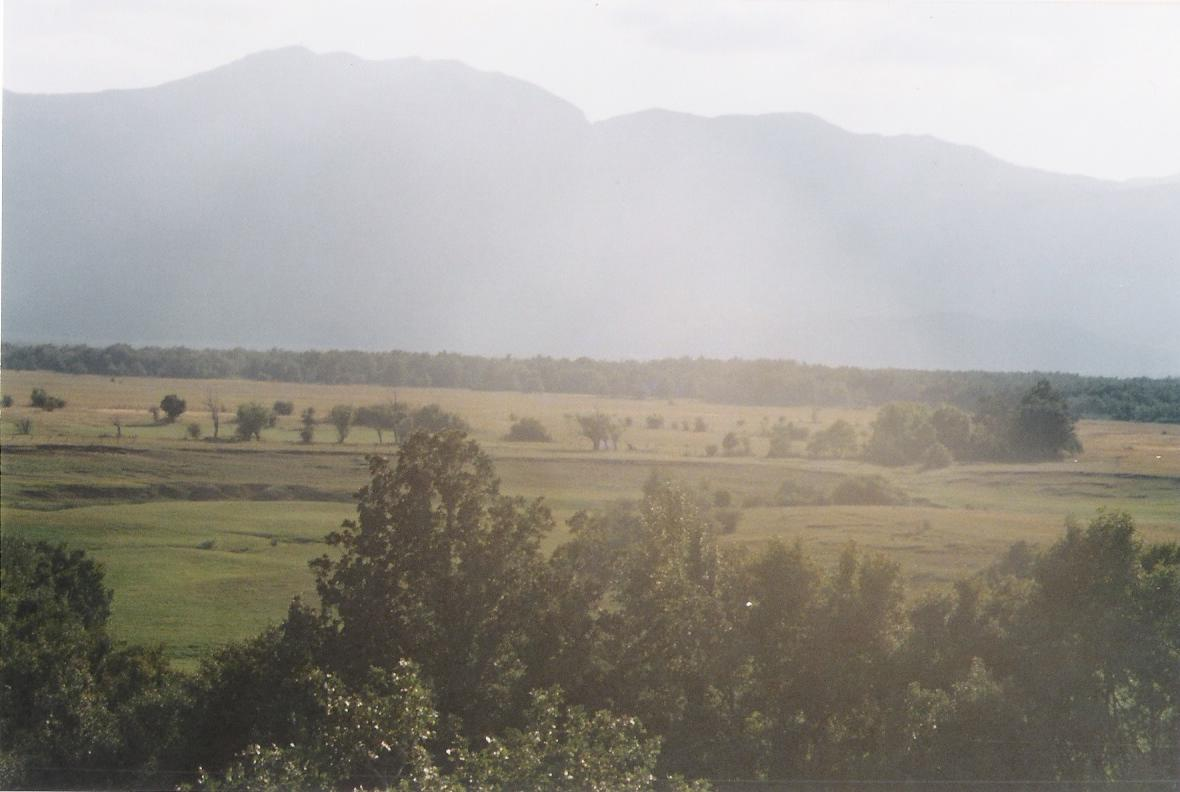
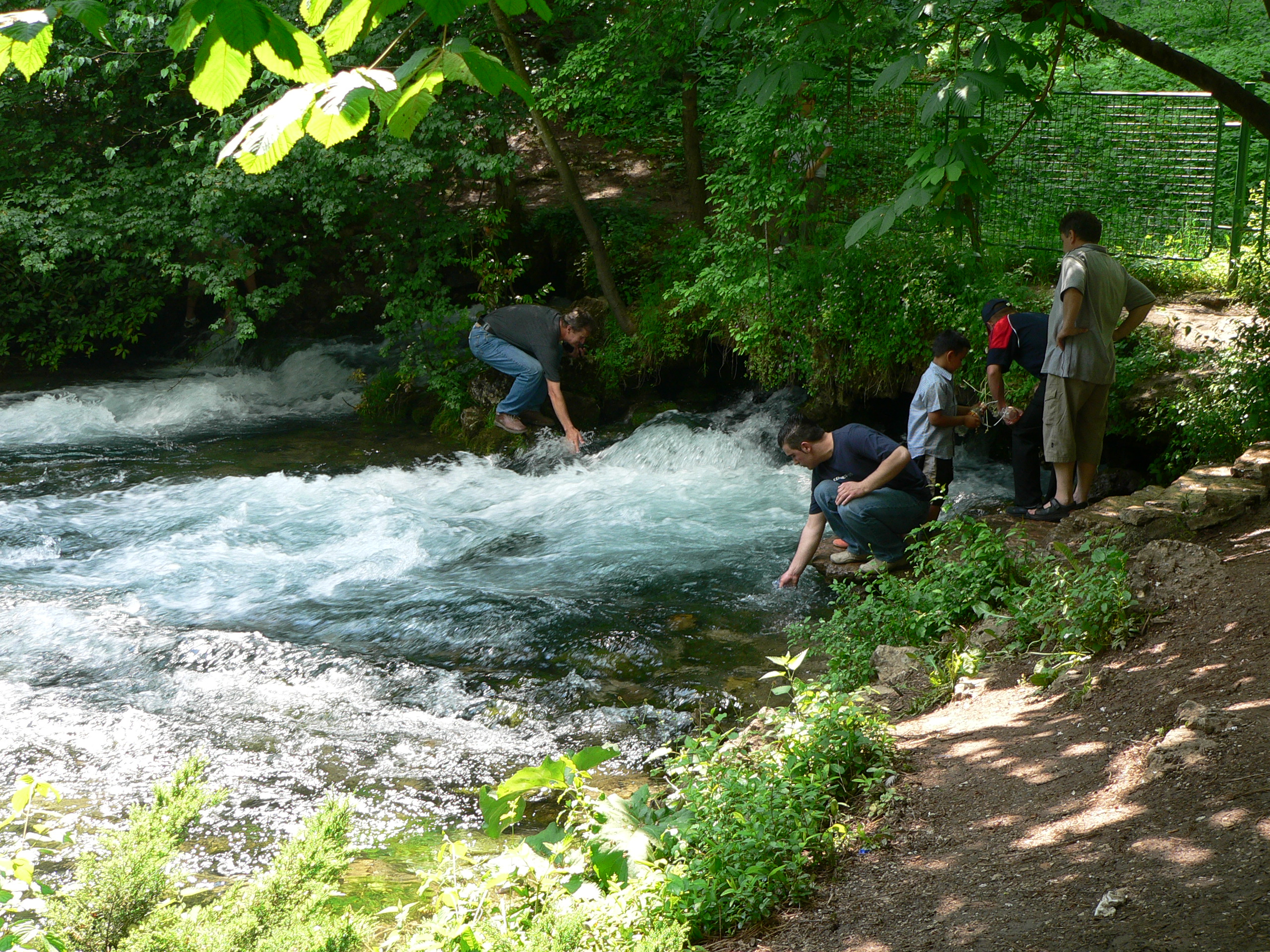